# Ohilimia scutellata
Ohilimia scutellata är en spindelart som först beskrevs av Kritscher 1959.  Ohilimia scutellata ingår i släktet Ohilimia och familjen hoppspindlar. Inga underarter finns listade i Catalogue of Life.